# 矛形田中鳑鲏
矛形田中鰟鮍（學名：Tanakia lanceolata）為輻鰭魚綱鯉形目鱊科田中鳑鲏屬的一種，為溫帶淡水魚，分布於亞洲朝鮮半島和日本淡水流域，1846年，Temminck & Schlegel最初將其描述為Capoeta lanceolata，在科學出版物中也被稱為Acheilognathus lanceolata和Acheilognathus lanceolatus。體長可達13.1公分，棲息在底中層水域，繁殖期時雌魚會將卵產在貽貝中，幼魚孵化而且停留在貝殼內中，直到它們能游泳。

## 扩展阅读
維基物種上的相關：矛形田中鰟鮍